# Yoko Tanabe
Yoko Tanabe (田辺 陽子 Tanabe Yōko?), född den 28 januari 1966 i Tokyo, Japan, är en japansk judoutövare.
Hon tog OS-silver i damernas halv tungvikt i samband med de olympiska judotävlingarna 1992 i Barcelona.
Hon tog OS-silver igen i samma viktklass i samband med de olympiska judotävlingarna 1996 i Atlanta.